# Шнекороторный вездеход

Принцип работы шнекоротора на примере вездехода ШН-1

Шне́коро́торный вездехо́д, шнекохо́д — вездеход, движение которого осуществляется посредством шнекороторного движителя. Конструкция движителя представляет собой два винта Архимеда из особо прочного материала. Вездеход обладает уникальной проходимостью и отличной манёвренностью в условиях грязи, снега и льда, хорошо показывает себя в качестве водоходного движителя (на амфибийных машинах), однако обычно непригоден для езды по асфальту или бетону, но может двигаться боком по относительно твёрдому грунту, при вращении обоих роторов в одну и ту же сторону. Шнекороторные движители вездехода наносят урон природе. Управление таким вездеходом схоже с управлением техникой с гусеничным движителем, соответственно и трансмиссия в данном случае схожа с таковой для гусеничных транспортных средств, однако, шнекороторный движитель пригоден к использованию там, где не может работать техника с гусеничным и тем более колёсным движителями.
В России появление шнекохода относят к 1900 году, когда русскому изобретателю Ф. Дергинту был выдан патент на сани, приводимые в движение шнеком. Первый шнекоход изобретён в 1868 году Якобом Моратом .

## Применение
DAF Amphirol
Шнекороторный вездеход DAF Amphirol, построенный в 1966 году. На суше развивал до 35 км/ч, также мог плавать.
Armstead Snow Motor «Fordson Snow Devil» (США)
Единственный серийный американский шнекоход, строился в 1920-х годах компанией Armstead Snow Motor на базе тракторов Fordson. До наших дней дошло как минимум три экземпляра (два из них находятся в частных руках).
ШН-67 «Шнек» (СССР, 1967)
Первый шнекоход разработки ЗИЛ (как и его наследник, опытный ШН-68). Эти два шнекохода дали начало мощному аппарату ЗИЛ-4904.
ГПИ-16 (СССР)
Мотонарты лаборатории снегоходных машин Горьковского политехнического института. Машина имела классическую для снегоходов компоновку, только вместо ведущей гусеницы на ней были установлены два винтовых движителя противоположного вращения с двигателями от «Иж-Планеты» мощностью 12 л.с. Таких снегоходов было спроектировано и выпущено довольно много (каждой модели - по экземпляру), но широкого распространения они не получили).
ЗИЛ-2906, ЗИЛ-29061
Шнекороторный снегоболотоход-вездеход ЗИЛ-2906 конструкции В. А. Грачёва состоит на вооружении подразделений российской Федеральной авиационно-космической службы поиска и спасения.
К месту использования вездеход доставляется на поисково-эвакуационном вездеходе ЗИЛ-4906. После усовершенствования получил индекс 29061.
ЗИЛ-4904
Шнекороторный снегоболотоход-вездеход ЗИЛ-4904 построен в 1972 году, является самым большим в мире. Приводился в движение двумя 180-сильными двигателями. Полезная нагрузка — 2,5 тонны. Полезного применения ему так и не нашли, вездеход был произведён всего в нескольких экземплярах, которые позже были отправлены на слом, лишь один чудом сохранился до наших дней. Сегодня на него можно посмотреть в Государственном военно-техническом музее в Черноголовке.
ЗВМ-2901
Выпускается штучно по заказу на заводе вездеходных машин в Нижнем Новгороде.
Представляет собой транспортно- технологическую платформу с роторно-винтовым движителем с кабиной от УАЗ-452 ("буханка"). Оснащается по выбору либо двигателем ЯМЗ-5344 (134,9 л.с.)
либо ММЗ 245.7 (119 л.с.)
Snowbird 6 (Великобритания)
Модифицируемый шнекоход-трансформер, построенный в 2001 году специально для экспедиции Ice Challenger. Snowbird 6 - это универсальный вездеход, способный двигаться как на шнеках, так и на гусеницах. За базу был взят небольшой гусеничный грузовичок, к которому прикрепили два мощных шнека. Когда нужно было перейти от гусеничного хода к шнековому, роторы опускались ниже гусениц. На нём британцы преодолели Берингов пролив, проехав из Нома (Аляска) до Провидения (Чукотка).
Residue Solutions MudMaster (Австралия)
В 2002 году компания Residue Solutions представила свой первый шнекоход MudMaster и с тех пор стала лидирующим производителем подобных машин (единственный на сегодняшний день шнекоход, собирающийся серийно). Процесс сборки составляет 18 недель. Весит 18,5 т и приводится в движение шестицилиндровым дизелем Cummins. На его универсальную платформу компания-производитель может установить практически любое оборудование. MudMaster предназначен для обслуживания станций ирригации и иловых полей, а также для работы в условиях болот, мангровых лесов, береговых линий и так далее.
РВБ-ГПИ-02

## В культуре
Shagohod (Шагоход) в видеоигре Metal Gear Solid 3: Snake Eater. Вымышленный советский экспериментальный танк на шнеко-роторном движителе способный передвигаться с высокой скоростью и предназначенный для пуска МБР из любой точки страны. Разработан Николаем Степановичем Соколовым. Передвигается со скоростью 80 км/ч; 480 км/ч с использованием реактивных ускорителей. Вес 152,5 тонны. Высота 8,2 м; длина 22,8 м; ширина 6,4 м. Экипаж 2 человека. Запас хода 650 км. Вооружен МБР и двумя крупнокалиберными пулеметами ДШКМ. Уничтожение «Шагохода» является главной целью протагониста игры.

## Образцы

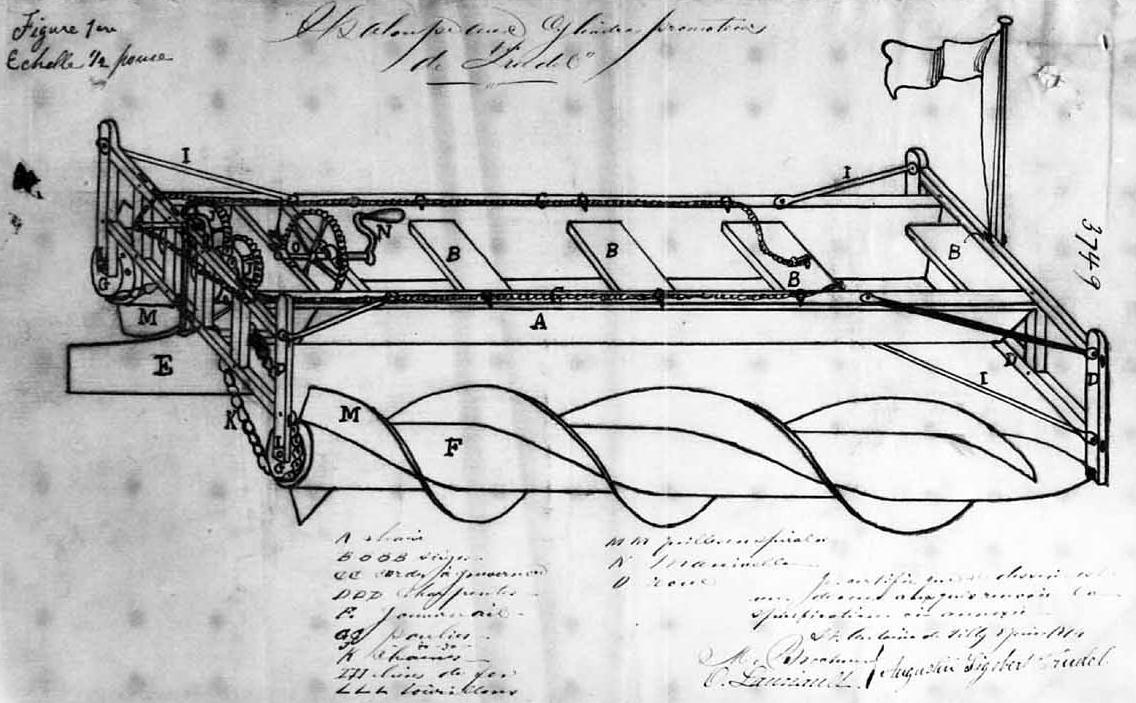
Чертёж машины Августина Труделя (1874)
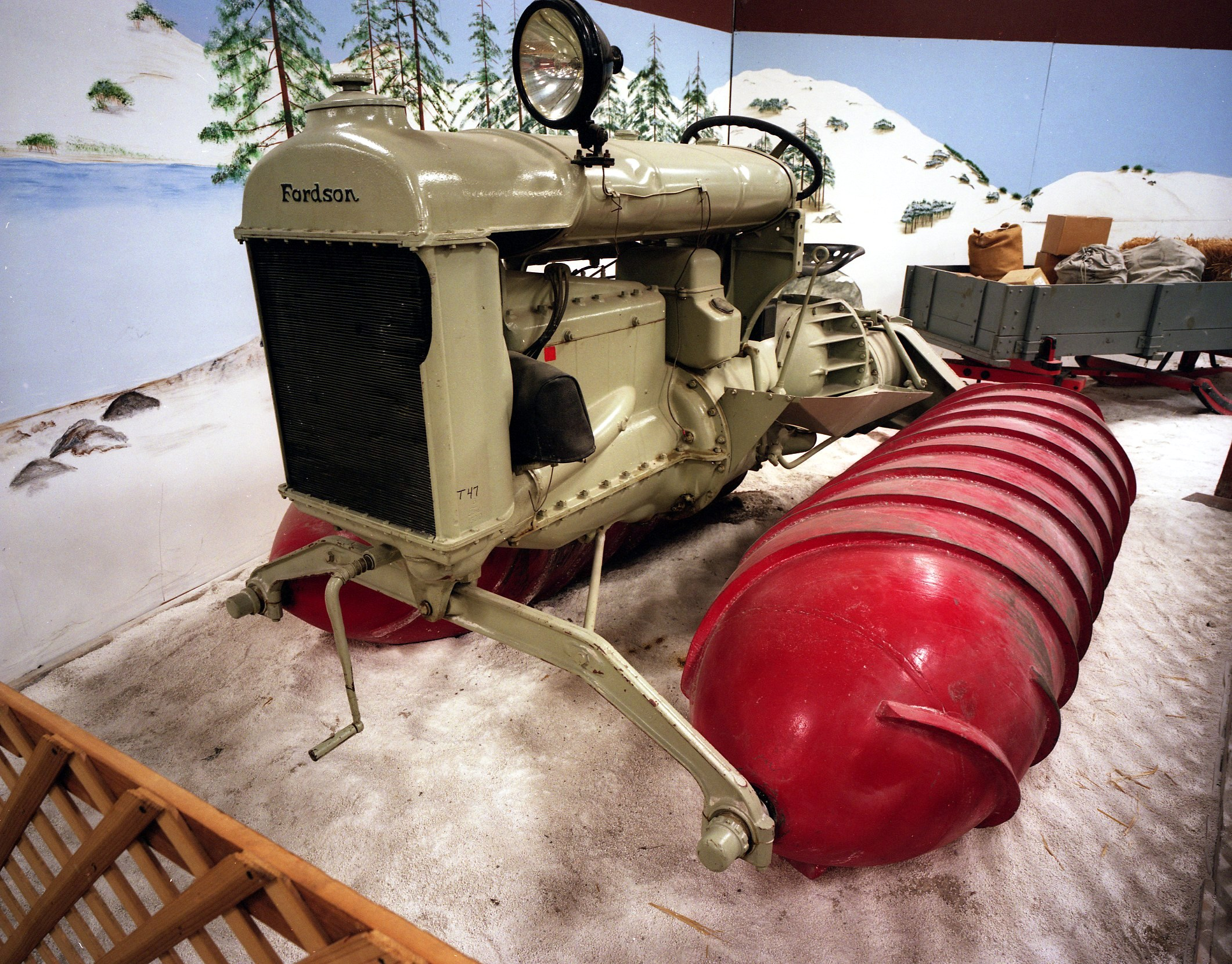
Трактор Fordson модели 1926 года оснащённый шнекороторным движителем фирмы «Armstead Snow Motor»[3] в Вудлендском музее
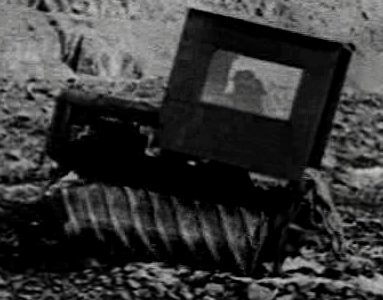
Военный транспортёр-снегоход Weasel Армии США (1943)
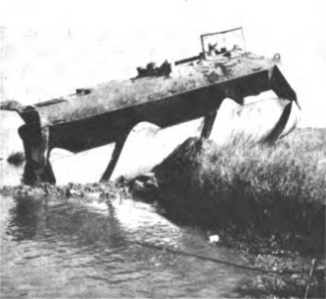
Военный транспортёр-амфибия RUC ВМС США (1969)
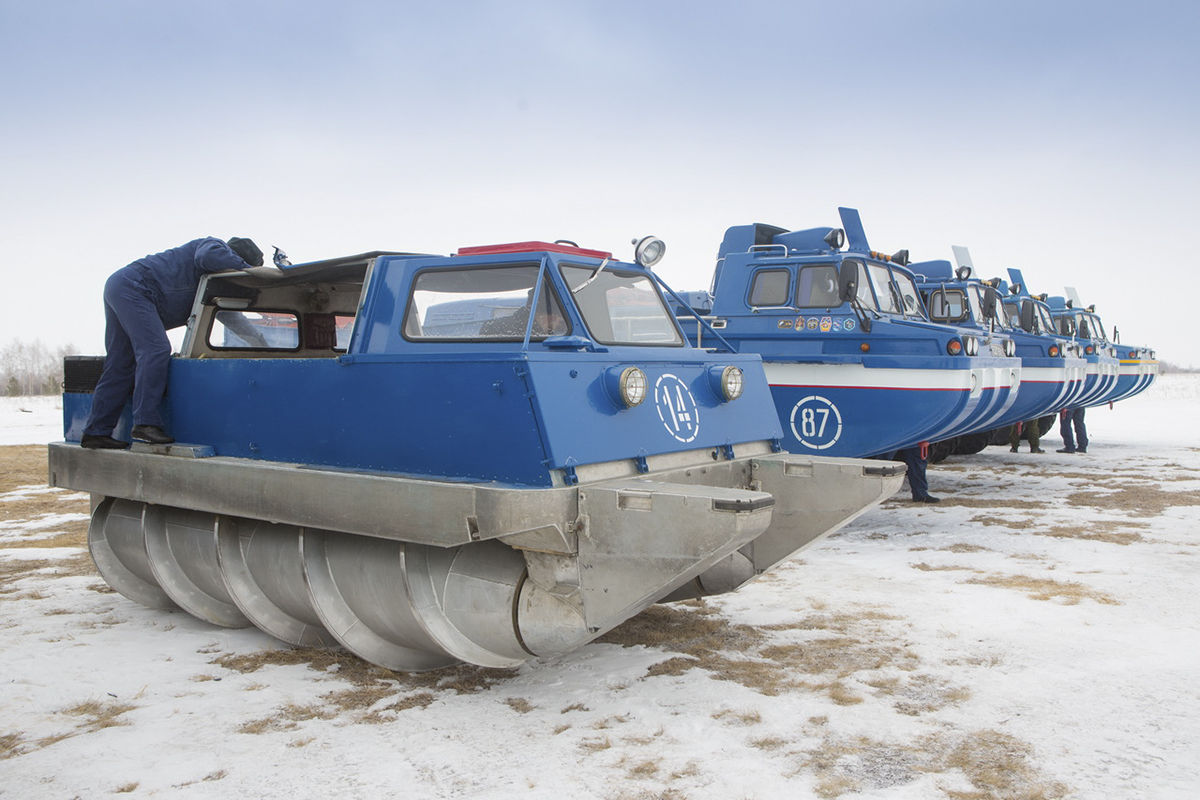
Поисково-спасательный снегоболотоход ЗиЛ-29061 (2017)
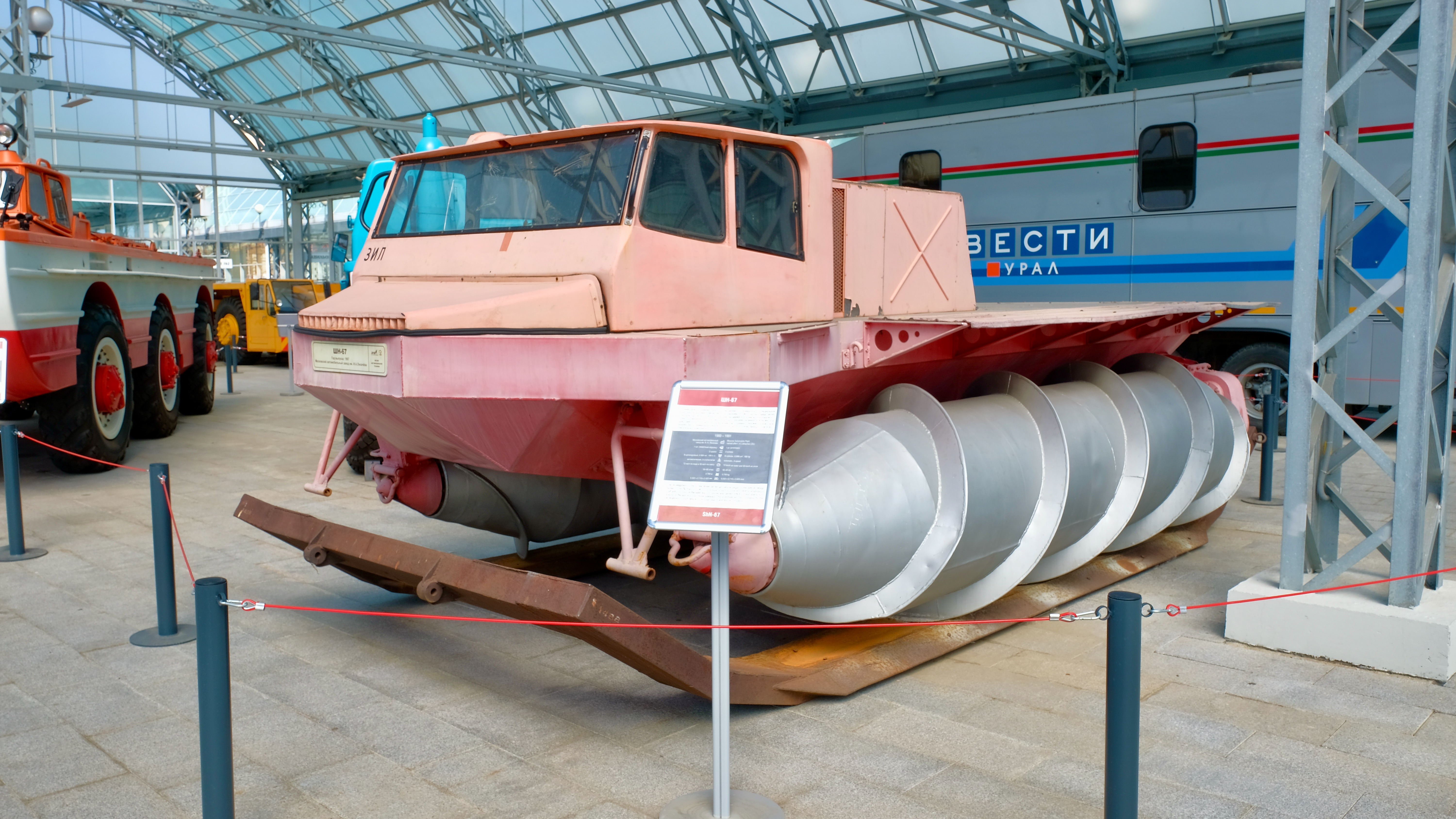
ШН-67 в музейном комплексе УГМК